# Echeandia breedlovei
Echeandia breedlovei är en sparrisväxtart som beskrevs av Robert William Cruden. Echeandia breedlovei ingår i släktet Echeandia och familjen sparrisväxter. Inga underarter finns listade i Catalogue of Life.